# 朱印船
朱印船（しゅいんせん）は朱印状（徳川将軍の朱印の押した渡航許可状）を外交・携えて貿易を行った船のこと。

その始まりは豊臣秀吉からとされているが、制度が義務付けられていたという確証はなく、制度化されたのは徳川家康の時代からとされる。

朱印船（荒木船）

## 朱印船制度の創設
足利将軍時代の応仁の乱以降、貿易港を有する細川氏や大内氏は独自に明貿易に参入したが、明は倭寇の発生や寧波の乱を契機に海禁政策（鎖国）を講じたため、石見銀山の銀輸出を含め明貿易全般は、1557年に明からマカオを租借したポルトガル商人を経由する必要があった。当初のポルトガル王はアヴィス朝であったが、ポルトガル王位継承戦争を経て1581年、スペイン・ハプスブルク家（フィリペ王朝）が王位を奪取した。
徳川家康は、関ヶ原の戦いにおいて、戦いの約半年前に豊後に漂着したオランダ船リーフデ号の支援を受けて全国統一したこともあり、海外交易に熱心な人物で、航海士ウィリアム・アダムスやヤン・ヨーステンらを外交顧問として採用し、ガレオン船を建造させたほどである。1601年以降、安南、スペイン領マニラ、カンボジア、シャム、パタニなどの東南アジア諸国に使者を派遣して外交関係を樹立し、1604年に朱印船制度を実施した。これ以後、1635年まで350隻以上の日本船が朱印状を得て海外に渡航した。
朱印船は必ず長崎から出航し、帰港するのも長崎であった。マカオとの貿易については朱印状が発行されたが、朝鮮との交易は対馬藩に一任されていたので、朱印状は発行されなかった。
家康の主目的は薫物（香道）の用材に使用する伽羅（奇楠香）の入手で、特に極上とされた伽羅の買い付けに絞っていた（『異国近年御書草案』）。

## 朱印船渡航先

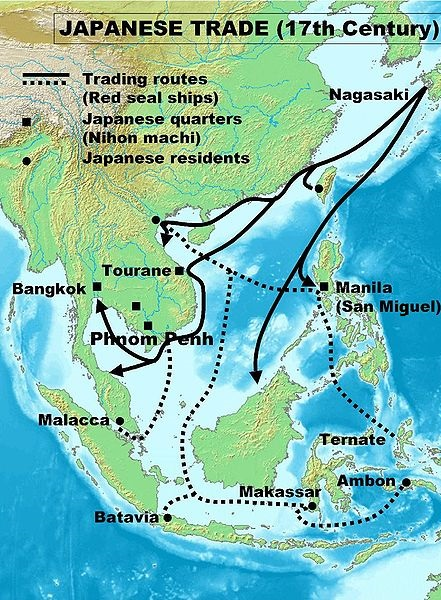
17世紀初頭の朱印船貿易のルート

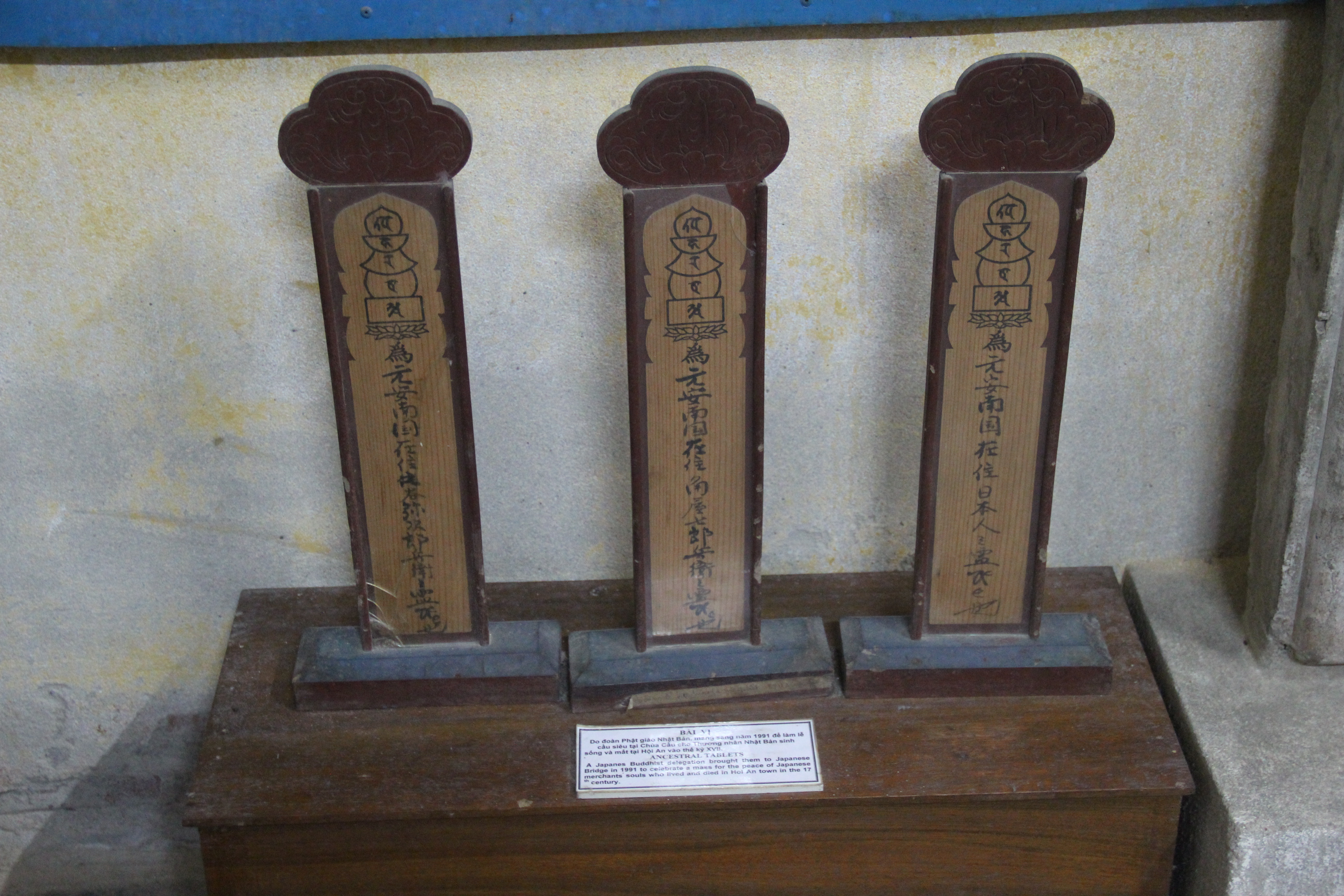
朱印船貿易商人の位牌（谷弥次郎兵衛、角屋七郎兵衛、安南国在住日本人霊位）

安南
当時のベトナムの正統な王朝・黎朝を擁立していたハノイの鄭氏政権である。東京（トンキン）ともいう。
交趾
当時実質的に中部ベトナムを領有していたフエの阮氏政権（広南国）のこと。その主な交易港はホイアン（會安）及びダナンであった。
占城
ベトナム人勢力によって、現在のベトナム南部の一隅に押し込められていたチャンパ王国である。
暹羅
タイのアユタヤ王朝である。アユタヤには大きな日本人町が形成され、山田長政が活躍する。アユタヤからも交易船が長崎に来た。
柬埔寨
メコン河流域のウドンを首府とするカンボジア王国である。
太泥
マレー半島中部東海岸のマレー系パタニ王国である。当時は女王が支配し、南シナ海交易の要港であった。
呂宋
スペインの植民地ルソン島である。首府マニラが新大陸とのガレオン船貿易の要港で、中国船の来航も多かった。
高砂
当時ゼーランディア城を拠点にオランダが支配していた台湾である。台湾も中国商船との出会いの場であった。
いずれも赤道以北に限られていた。渡航先集計によると交趾（73回）で最も多く、暹羅（55回）、呂宋（54回）、安南（47回）と続く。

## 朱印船貿易家
商人
最も数が多く、記録に残る限り65名、さらに婦人2名、琉球出身者1名を数える。代表的な人物は京都の豪商である角倉了以、茶屋四郎次郎、大坂の末吉孫左衛門、長崎の末次平蔵らである。
大名
九州（亀井のみ山陰）の大名ら10名を数える。島津忠恒、松浦鎮信、有馬晴信、細川忠興、鍋島勝茂、加藤清正、亀井茲矩、五島玄雅、竹中重利、松倉重政らである。
武士
長崎の村山等安や堺の今井宗薫、大坂と平戸の武士4名にも朱印状が与えられている。
明人
日本在留の明国商人11名にも朱印状が発行された。明は中国人の日本渡航を禁止しており、これら中国人は密貿易で渡来し、在住する者であった。著名な者としては福建の海賊・李旦がいる。
欧州人
ウィリアム・アダムスなどイングランド人、ポルトガル人12名、ヤン・ヨーステンら日本在住のオランダ人にも発行された。
1609年にはネーデルラント連邦共和国の国策会社オランダ東インド会社にも朱印状が発行された。ただし駿府の徳川家康に提出された許可申請の書簡はオラニエ公をオランダ国王と説明していたことから、オランダも幕府もその後ずっと、オラニエ公はオランダ国王であるとして通していた。江戸幕府下の日本との類似する共和国の首長ではあるが、本来の称号はオランダ統領（蘭: Stadhouder、英: Stadtholder）であった。

## 朱印船乗組員
朱印船に乗り組むのは船長以下、按針航海士、客商、一般乗組員らである。航海士には中国人、ポルトガル人、スペイン人、オランダ人、イギリス人が任命されることが多く、一般乗組員にも外国人が入った。もちろん日本人もいた。

## 交易品目
東南アジア諸港へ赴く朱印船の多くは中国産の生糸や絹の輸入が目的であった。日本でも絹は古代から産出したが、中国産に比べると品質が悪く、太平の世の到来で高級衣料である中国絹に対する需要が増大したためである。他方、かつて倭寇に苦しんだ明は日本船の中国入港を禁止しており、豊臣政権の朝鮮の役で敵対国となってからはなおさらであった。
明は中国商船の日本渡航も禁止していたが、これは徹底せず、密かに来航する中国船もあったが、日本側の旺盛な需要を満たすには十分な量ではなかった。このため明国官憲の監視が及ばず、中国商船は合法的に来航できる東南アジア諸港で日本船との出会い貿易が行われたのである。中国製品以外にも武具に使用される鮫皮や鹿皮、砂糖など東南アジア産品の輸入も行われた。
見返りとして、日本からは銀、銅、銅銭、硫黄、刀などの工芸品が輸出された。当時中国では銀が不足していたため、朱印船の主要な交易相手である中国商人は銀を欲した。しかも当時、日本では石見銀山などで銀が盛産されており、決済手段として最も適していた。ベトナムなどには日本の銅銭も輸出された。

## 朱印船に使われた船

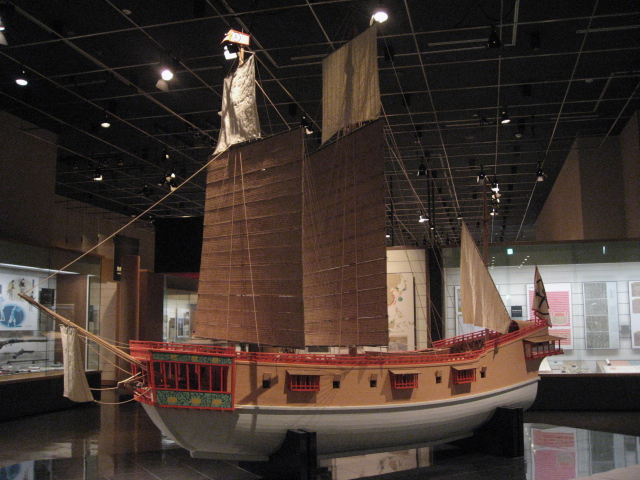
末次船復元模型　1/10スケール

朱印船として用いられた船は、初期には中国式のジャンク船が多数であった。後には末次平蔵の末次船や荒木宗太郎の荒木船に代表されるジャンク船にガレオン船の技術やデザインを融合させた独自の帆船が登場し、各地で製造され運用されることとなる。
それらの船のサイズは大抵500～750tであり、乗組員はおおよそ200人であった（人数が判明している15隻の平均人数は236人である）。また、東南アジア貿易が盛んであった時には、木材の品質もよく造船技術も優れていたシャムのアユタヤで大量の船が注文・購入された。

## 朱印船貿易の終末

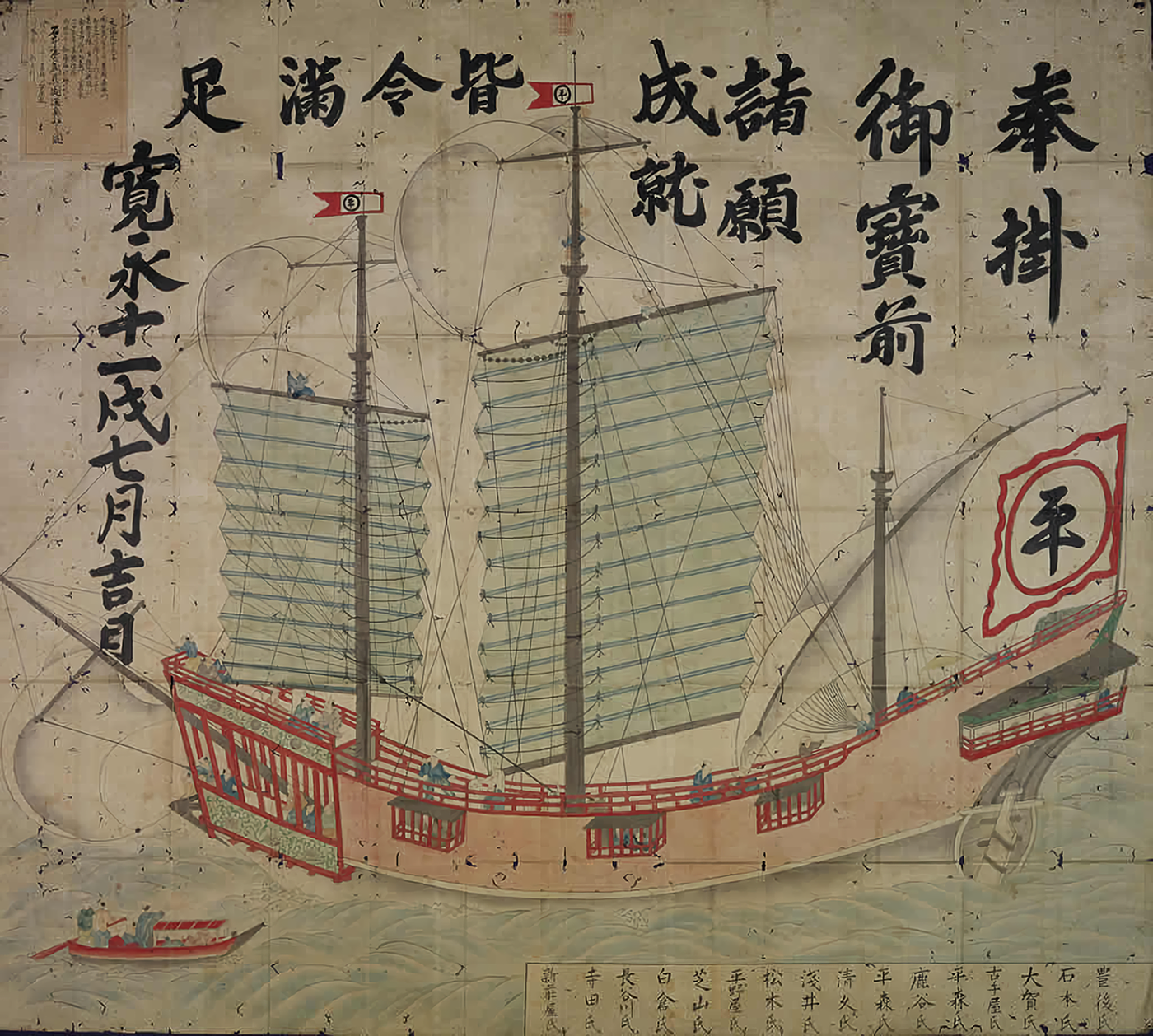
朱印船（末次船、寛永年間）

1620年代になると、アンボイナ事件など、朱印船が東南アジア地域の紛争に巻き込まれる事件が多発した。また、幕府の禁教令を背景に、スペイン・ハプスブルク朝下のキリスト教カトリックの宣教師は、布教の拠点を東南アジアの日本町に移すようになり、朱印船を利用して日本人のキリスト教徒（キリシタン）や司祭を日本に送り出す戦術をとるようになった。
このような観点を踏まえつつ、江戸幕府は、東南アジア地域の紛争の悪影響の回避と、キリスト教の流入の防止の観点から、貿易の管理と統制を強化することを余儀なくされるようになった。
徳川秀忠が没し徳川家光の親政が始まると、幕府は、シナ海・東南アジア方面との中継ぎ貿易の管理と統制の拠点であった長崎の整備を進めていくことになった。1633年以降、長崎奉行は2人の旗本から任命されることとなり、幕府は、奉行が長崎に赴任するときに、奉行の職務を定めた通達（いわゆる「鎖国令」）を出した。
1633年の通達（「第1次鎖国令」）では、奉書船以外の渡航や、東南アジアに5年以上永住している日本人の帰国を禁止した。1635年の通達（「第3次鎖国令」）では、すべての日本人の東南アジア方面への海外渡航と帰国が全面的に禁止され、その結果、朱印船貿易は終末を迎えた。
この措置によって東南アジアで朱印船と競合することが多かったオランダ東インド会社が莫大な利益を得、結局は欧州諸国としては唯一、出島貿易を独占することになる。